# 古河有一
古河 有一（ふるかわ ゆういち、1970年6月17日 - ）は、神奈川県出身の元プロ野球選手（内野手）。右投両打。
日本プロ野球史上最後のドラフト外入団選手である。

## 来歴・人物

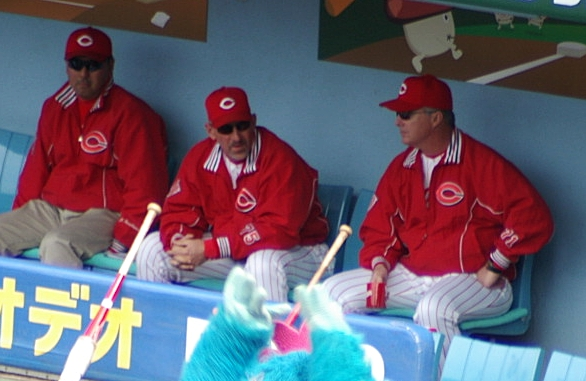
ジェフ・リブジー(中央)、マーティ・ブラウン(右)とともにベンチに座る古河有一

アメリカ合衆国のカリフォルニア州アナハイムにあるキャニオン高校から、カリフォルニア大学バークレー校を経てカリフォルニア大学アーバイン校に進学し卒業。
1992年シーズンオフ、広島東洋カープにドラフト外入団。ドラフト外入団は1990年に廃止されていたが、古河は外国学校を卒業した日系人の特例としてドラフト外入団が認められた。
1995年10月に広島を自由契約となり、横浜ベイスターズに移籍、登録名を「ジョー古河」へ変更。1999年に現役を引退。
引退後は横浜の国際業務部兼通訳係、2005年10月より2009年まで当時広島監督であったマーティ・ブラウンの専属通訳を務めた。
2010年、MLB球団テキサス・レンジャーズの環太平洋地域担当スカウトに就任。2012年、レンジャーズに入団したダルビッシュ有の専属通訳となる。12月12日、全米野球記者協会所属の地元記者の投票による「Harold McKinney グッド・ガイ賞」を受賞した。
2013年からはレンジャーズの環太平洋地域担当スカウトに復帰した。
2020年には環太平洋地域部部長として有原航平の視察を重ね獲得を進言。同年オフに入団にこぎ着けた。
2021年にはテキサス・レンジャーズ・レッド・ジャケット最優秀スカウト賞に選ばれる。

## 詳細情報

### 年度別打撃成績
| 年 度     | 球 団     | 試 合 | 打 席 | 打 数 | 得 点 | 安 打 | 二 塁 打 | 三 塁 打 | 本 塁 打 | 塁 打 | 打 点 | 盗 塁 | 盗 塁 死 | 犠 打 | 犠 飛 | 四 球 | 敬 遠 | 死 球 | 三 振 | 併 殺 打 | 打 率 | 出 塁 率 | 長 打 率 | O P S |
| --------- | --------- | ----- | ----- | ----- | ----- | ----- | -------- | -------- | -------- | ----- | ----- | ----- | -------- | ----- | ----- | ----- | ----- | ----- | ----- | -------- | ----- | -------- | -------- | ----- |
| 1995      | 広島      | 2     | 2     | 2     | 0     | 1     | 0        | 0        | 0        | 1     | 0     | 0     | 0        | 0     | 0     | 0     | 0     | 0     | 1     | 0        | .500  | .500     | .500     | 1.000 |
| 1996      | 横浜      | 6     | 5     | 5     | 0     | 0     | 0        | 0        | 0        | 0     | 0     | 0     | 0        | 0     | 0     | 0     | 0     | 0     | 2     | 0        | .000  | .000     | .000     | .000  |
| 通算：2年 | 通算：2年 | 8     | 7     | 7     | 0     | 1     | 0        | 0        | 0        | 1     | 0     | 0     | 0        | 0     | 0     | 0     | 0     | 0     | 3     | 0        | .143  | .143     | .143     | .286  |

### 記録
- 初出場：1995年9月10日、対中日ドラゴンズ25回戦（ナゴヤ球場）、3回表に片瀬聖敏の代打として出場
- 初打席・初安打：同上、3回表に古池拓一から右前安打

### 背番号
- 63 （1993年 - 1995年）
- 40 （1996年 - 1999年）

### 登録名
- 古河 有一 （ふるかわ ゆういち、1993年 - 1995年）
- ジョー古河 （1996年 - 1999年）